# Cosmopolis (filme)
Cosmopolis (prt: Cosmopolis; bra: Cosmópolis) é um filme franco-ítalo-luso-canadense de 2012, dos gêneros drama, suspense e ficção científica, escrito e dirigido por David Cronenberg, com roteiro baseado no romance Cosmopolis, de Don DeLillo.
Em 25 de maio de 2012, o filme estreou na competição pela Palma de Ouro no Festival de Cannes.

## Sinopse
Bilionário de 28 anos desloca-se lentamente através de Manhattan em sua limusine, que ele usa como seu escritório, no caminho para o salão do barbeiro. Os engarrafamentos são causados pela visita do presidente dos Estados Unidos à cidade.

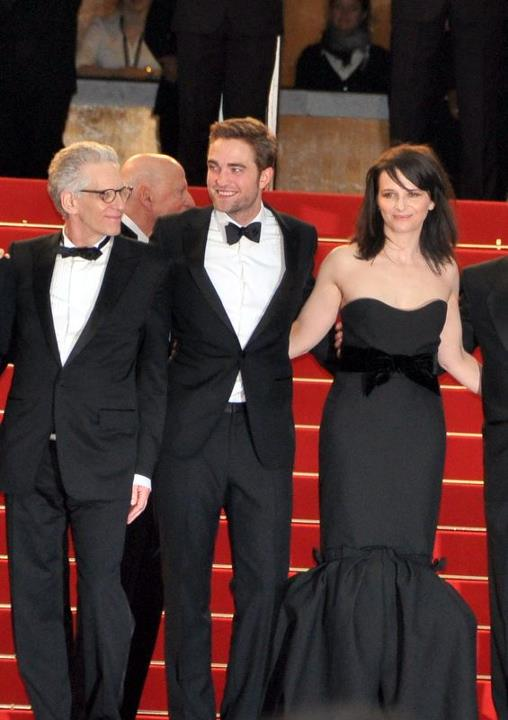
David Cronenberg, Robert Pattinson e Juliette Binoche promovendo Cosmopolis no Festival de Cannes de 2012

## Elenco
- Robert Pattinson como Eric Packer
- Jay Baruchel como Shiner
- Paul Giamatti como Benno Levin
- Kevin Durand como Torval
- Juliette Binoche como Didi Fancher
- Samantha Morton como Vija Kinsky
- Mathieu Amalric como Andre Petrescu
- Sarah Gadon como Elise Shifrin
- Emily Hampshire como Jane Melman

## Produção
Colin Farrell foi inicialmente escolhido como o papel principal porém abandonou o projeto devido a dificuldades de agenda com Total Recall. Marion Cotillard também chegou a se envolver, mas igualmente deixou o projeto por conflitos de agenda.

## Recepção
No consenso do agregador de críticas Rotten Tomatoes diz que, "embora alguns possam achar frio e didático, Cosmopolis se beneficia da direção precisa de David Cronenberg, resultando em uma adaptação psicologicamente complexa do romance de Don DeLillo".  Na pontuação onde a equipe do site categoriza as opiniões da grande mídia e da mídia independente apenas como positivas ou negativas, o filme tem um índice de aprovação de 65% calculado com base em 180 comentários dos críticos. Por comparação, com as mesmas opiniões sendo calculadas usando uma média aritmética ponderada, a nota alcançada é 6/10.
Em outro agregador, o Metacritic, que calcula as notas das opiniões usando somente uma média aritmética ponderada de determinados veículos de comunicação em maior parte da grande mídia, tem uma pontuação de 58/100, alcançada com base em 35 avaliações da imprensa anexadas no site, com a indicação de "revisões mistas ou neutras".